# Mikhail Sjolokhov
Mikhail Aleksandrovitj Sjolokhov (russisk: Михаи́л Алекса́ндрович Шо́лохов, tr. Mikhaíl Aleksándrovitj Sjólokhov, født 24. maj 1905 i Krusjilinskij, Donetsk okrug (nu Rostov oblast), Vojska Donskogo oblast, Det Russiske Kejserrige, død 21. februar 1984 i Vjosjenskaja, Rostov oblast, Sovjetunionen) var en sovjetisk romanforfatter. Han blev tildelt Nobelprisen i litteratur i 1965. Hans hovedværk er Stille flyder Don i fire bind fra 1928-1940 (på dansk i 1960). 
Af øvrige værker kan fremhæves romanerne Fortællinger fra Don (1925, dansk 1964), Nypløjet jord (1935 (dansk 1947) og Høst ved Don (1960).